# Tony Underwood
Tony Underwood (Ipoh, 17 febbraio 1969) è un ex rugbista a 15 e aviatore britannico, nazionale inglese di rugby XV; insieme a suo fratello Rory ha costituito la prima coppia di fratelli a scendere in campo per l'Inghilterra dal 1937. Ritiratosi dal rugby a soli 30 anni, è oggi pilota aeronautico per la compagnia aerea Virgin Atlantic.

## Biografia
Fratello minore di Rory, anch'egli internazionale per l'Inghilterra, Tony Underwood, nato in Malaysia da ascendenti anglo-cinesi, crebbe in Inghilterra e frequentò le scuole elementari a Durham.
Nel 1990, sulle orme di suo fratello, entrò nel Leicester, e due anni più tardi arrivò anche l'esordio in Nazionale: fu in occasione dei test autunnali del 1992, e il match di debutto fu contro il Canada. La settimana successiva, il 4 novembre, contro il Sudafrica, Rory e Tony Underwood furono schierati insieme, e fu la prima volta, dopo 55 anni, che ciò avvenne in Nazionale inglese. L'ultima volta prima di allora fu nel 1937, quando i fratelli Harold e Arthur Wheatley vennero schierati nel corso di una vittoria 6-3 contro la Scozia.
I due fratelli Underwood vennero pure utilizzati insieme in tutto il Cinque Nazioni 1995, che l'Inghilterra vinse con il Grande Slam. Sempre in coppia con suo fratello disputò la Coppa del Mondo di rugby 1995 in Sudafrica. Dopo il torneo si trasferì al Newcastle, con cui vinse il suo secondo titolo inglese (il primo avendolo conquistato con il Leicester nel 1995) nel 1998. Quello fu anche l'anno del suo ultimo incontro internazionale (contro il Sudafrica); poco dopo, nel 1999, giunse il ritiro ad appena 30 anni a causa del perpetuarsi di mai risolte complicazioni alle articolazioni delle ginocchia; nel corso di un periodo di inattività dovuto a un precedente, analogo, infortunio, Underwood prese lezioni di volo e maturò la sua decisione di diventare pilota professionista, cosa che fece subito dopo il termine dell'attività agonistica. Dopo un periodo trascorso al servizio della EasyJet, attualmente lavora per la Virgin Atlantic.
Vive in Francia, a Évian-les-Bains, in prossimità del confine svizzero e dell'aeroporto di Ginevra. In un'intervista del 2007 Underwood ha dichiarato che, benché in carriera abbia affrontato parecchie volte la Francia e le abbia segnato spettacolari mete, in quella regione alpina il rugby non è molto praticato, quindi in quel posto è relativamente uno sconosciuto, cosa da lui gradita in quanto si dichiara desideroso dell'anonimato; lo riconobbe solo un insegnante di rugby della scuola di una delle sue figlie, quando questa chiese a suo padre di accompagnarla per iscriverla al corso scolastico di tale disciplina.

## Palmarès
- Premiership: 2
Leicester: 1994-95
Newcastle: 1997-98
- Coppe Anglo-Gallesi: 1
Leicester: 1992-93